# Nitocrellopsis
Nitocrellopsis är ett släkte av kräftdjur. Nitocrellopsis ingår i familjen Ameiridae.
Kladogram enligt Catalogue of Life:
| Nitocrellopsis | \| \| Nitocrellopsis elegans \| \| \| \| \| \| Nitocrellopsis intermedia \| \| \| \| \| \| Nitocrellopsis ionelli \| \| \| \| \| \| Nitocrellopsis texana \| \| \| \| |
|                | \| \| Nitocrellopsis elegans \| \| \| \| \| \| Nitocrellopsis intermedia \| \| \| \| \| \| Nitocrellopsis ionelli \| \| \| \| \| \| Nitocrellopsis texana \| \| \| \| |
|                | Nitocrellopsis elegans |
|                | |
|                | Nitocrellopsis intermedia |
|                | |
|                | Nitocrellopsis ionelli |
|                | |
|                | Nitocrellopsis texana |
|                | |